# 朱光斗
朱光斗（1932年—），男，山东临清人，中国曲艺作家、演员，中国曲艺家协会原副主席。